# Hubert de Cock
Hubert(us) De Cock (Brugge, 4 juni 1733 - 12 juli 1810), was een Vlaamse kunstschilder die te Brugge woonde en werkte.

## Levensloop
Hubert de Cock was de zoon van Philippe de Cock en Thérèse Cambier en een broer van kunstschilder en architect Paul De Cock. Hij studeerde vanaf zijn negende jaar aan de Brugse Kunstacademie, voor wat de schilderkunst betreft bij de directeur Matthijs De Visch, bij wie hij in de leer ging vanaf 1746. De Cock maakte voornamelijk bas-reliëfs en kopieerde schilderijen.
Als schilder had hij zin voor compositie, werkte nauwkeurig en vol verfijning. Een voorbeeld hiervan vindt men in de beschermde woning ‘De Helm’ in de Ezelstraat 10-12, imposant classicistisch pand in de Brugse binnenstad. De woning bewaart een salon versierd met geschilderde, idyllische landschappen van de hand van Hubertus De Cock.
Hij maakte ook ontwerpen voor sieraden ten behoeve van edelsmeden. Gedurende een twintigtal jaren leidde De Cock een eigen tekenschool. Na zijn huwelijk dreef hij samen met zijn vrouw een lakenhandel en ook een handel in prenten en schilderijen.